# Anonymus Rex
Anonymus Rex (orig. Anonymous Rex) ist ein Fantasy-Krimi des amerikanischen Schriftstellers Eric Garcia.

## Handlung
Die Dinosaurier sind nicht ausgestorben, sie leben und haben sich weiterentwickelt. Um die Menschen zu täuschen, haben sie geschickte Fälschungen von Dinosaurierknochen hergestellt. Mit hautengen Latexkostümen verkleiden sich die Dinosaurier als Menschen und leben versteckt unter ihnen. Selbst eine Footballmannschaft besteht aus getarnten Brontosauriern.
Einer von ihnen ist der Detektiv Vincent Rubio, ein getarnter Velociraptor. Mit ihm scheint es abwärtszugehen: Sein Partner Ernie Watson kommt ums Leben, sein Auto wird abgeschleppt, sein Chef (ein jähzorniger Tyrannosaurus Rex) will ihn feuern und er ist basilikumsüchtig.
Doch ein Brand in einer Dino-Disco soll Vincents Karriere noch retten. Was mit einem Verdacht auf Versicherungsbetrug beginnt, entwickelt sich für Vincent zum größten Fall seiner Laufbahn. Die Spur führt zu der reichen Carnosaurus-Witwe Judith McBride, deren Ehemann auf unerklärliche Weise ermordet wurde und zum Wissenschaftler Dr. Emil Vallardo, der für seine unorthodoxen Experimente bekannt ist. Hat der Brand etwas mit den beiden zu tun? Weiß Judith McBride mehr darüber als sie verrät? Und womit experimentiert Dr. Vallardo in einem stillgelegten Krankenhaus?
Vincent muss sich beeilen, denn dieses Experiment könnte nicht nur die Dinosaurier, sondern auch die Zukunft der Menschheit verändern.

## Anmerkung
Anonymus Rex war der Erstlingsroman von Eric Garcia und hat gute Kritiken bekommen. Daraufhin schrieb er einen weiteren Vincent-Rubio-Roman unter dem Titel Casual Rex, der bisher noch nicht auf Deutsch erschienen ist.

## Verfilmung
Das Buch diente als Vorlage für den Fernsehfilm Anonymous Rex mit Sam Trammel als Vincent Rubio. Oscar-Preisträgerin Faye Dunaway spielt eine Nebenrolle in dem Film als Shin und Isaac Hayes spielt eine Rolle als eleganter Mann.